# Општина Зидури (Бузау)
Зидури (рум. Ziduri) општина је у Румунији у округу Бузау.
Oпштина се налази на надморској висини од 70 m.